# Joanne Cuddihy
Joanne Cuddihy (Dublin, 11 mei 1984) is een Ierse sprintster, die is gespecialiseerd in de 400 m. In deze discipline werd ze meervoudig Iers kampioene en heeft ze het Ierse record in handen van 50,73 s. Hiermee is ze de enige Ierse atlete die deze afstand ooit overbrugde binnen de 51 seconden. Ook heeft zij mede het nationale record op de 4 x 100 m estafette in handen.

## Loopbaan
In 2003 behaalde Cuddihy een zilveren medaille op de Europese kampioenschappen voor junioren in het Finse Tampere. In een tijd van 53,62 finishte ze achter de Russische Mariya Dryakhlova (goud; 52,65) en voor de Britse Christine Ohuruogu (brons; 54,21).
Op de Europese kampioenschappen van 2006 in Göteborg kwalificeerde Cuddihy zich voor de finale en behaalde hier een achtste plaats in 51,46. In de halve finale had ze al haar PR-tijd verbeterd naar 51,09. Later in het toernooi vormde ze, samen met Derval O'Rourke, Ailis McSweeney en Anna Boyle, de Ierse ploeg op de 4 x 100 m estafette, die in 44,38 een nationaal record realiseerde. Het viertal kwam overigens niet verder dan de series.
Op de wereldkampioenschappen van 2007 in Osaka liep ze in de halve finale van de 400 m een Iers record van 50,73. Ondanks dit record was deze tijd in Osaka niet genoeg voor een plek in de finale.
Op de Olympische Spelen van 2008 in Peking sneuvelde ze in de series van de 400 m met een tijd van 53,32.
Joanne Cuddihy studeert medicijnen aan de University College Dublin.

## Titels
- Iers kampioene 200 m - 2006, 2007, 2012
- Iers kampioene 400 m - 2006, 2007, 2010, 2011, 2012
- Iers indoorkampioene 400 m - 2003, 2004, 2006
- Noord-Iers kampioene 400 m - 2005

## Persoonlijke records
Outdoor
| Onderdeel | Prestatie | Datum            | Plaats |
| --------- | --------- | ---------------- | ------ |
| 100 m     | 12,01 s   | 7 mei 2006       | Pavia  |
| 200 m     | 23,33 s   | 23 juli 2006     | Dublin |
| 400 m     | 50,73 s   | 27 augustus 2007 | Osaka  |

Indoor
| Onderdeel | Prestatie | Datum           | Plaats     |
| --------- | --------- | --------------- | ---------- |
| 400 m     | 53,49 s   | 25 januari 2004 | Birmingham |

## Palmares

### 400 m
- 2001: 5e WK U18 - 53,86 s
- 2002: 6e WK U20 - 53,36 s
- 2003:  EK junioren - 53,62 s
- 2003: 4e Universiade - 52,94 s
- 2005: 5e Europacup B - 54,63 s
- 2006:  Europacup A - 51,63 s
- 2006: 8e EK - 51,46 s
- 2012: 5e in ½ fin. OS - 51,88 s

### 4 x 100 m
- 2006: 6e in serie EK - 44,38 s (nat. rec.)

### 4 x 400 m
- 2012: 6e in serie OS - 3.30,55